# بيلي ييتس
بيلي ييتس (بالإنجليزية: Billy Yates)‏ هو مغن مؤلف أمريكي، ولد في 13 مارس 1963 في دونيفان في الولايات المتحدة.

## وصلات خارجية
- الموقع الرسمي
- بيلي ييتس على موقع ميوزك برينز (الإنجليزية)
- بيلي ييتس على موقع ديسكوغز (الإنجليزية)